# David Richards (produtor)
David Richards (Londres, 1956 – 20 de dezembro de 2013) foi um produtor musical, engenheiro de áudio e músico britânico. No Mountain Studios em Montreux, estúdio pertencente à banda de rock Queen fazia engenharia de áudio e co-produzia álbuns de artistas como o Queen, David Bowie e outros. Richards também tocou teclado em algumas dessas gravações. Ainda, trabalhou com gravações em eventos como o Montreux Jazz Festival.
Richards morreu em 20 de dezembro de 2013 depois de uma longa batalha contra um câncer não divulgado.

## Discografia
Como produtor musical
- Roger Taylor - Strange Frontier (1984)
- Jimmy Nail -  Take It or Leave It (1985; single: "Love Don't Live Here Anymore")
- Feargal Sharkey –  Feargal Sharkey (1985; single: "Loving You")
- Queen – A Kind of Magic (1986)
- Iggy Pop – Blah Blah Blah (1986)
- Magnum – Vigilante (1986)
- Virginia Wolf – Virginia Wolf (1986)
- David Bowie – Never Let Me Down (1987)
- The Cross – Shove It (1988)
- Freddie Mercury and Montserrat Caballé – Barcelona (1988)
- Queen – The Miracle (1989)
- Queen – Innuendo (1991)
- David Bowie – The Buddha of Suburbia (1993)
- David Bowie – Outside (1995)
- Queen – Made in Heaven (1995)
- William Fierro - UNO (2013)

Outros:
- Yes – Going for the One (1977; assistente)
- Queen – Live Killers (1979; assistente)
- Roger Taylor – Fun in Space (1981)
- Queen – Live Magic (1986; gravado por Mack and Richards)
- Brian May – Back to the Light (1992; engineer, recording, mixing: "Driven by You", "Last Horizon", "Just One Life")
- Duran Duran - Duran Duran (1993; mixagem)
- Duran Duran - Thank You (1995; mixagem: "Perfect Day")
- Brian May – Another World (1998; gravação: "Why Don't We Try Again"; mixagem: "Another World")
- Samael – Eternal (1999; gravação, mixagem)